# Billard A 50 DL
Ne doit pas être confondu avec Billard A 50 D.
Le Billard A 50 DL est un autorail à voie métrique, construit par les Établissements Billard dans les années 1930.

## Histoire
Satisfait des autorails Billard A 50 D, la CGVFIL commande le 5 juillet 1933 une nouvelle série de trois véhicules destinés à la ligne d'Estrées-Saint-Denis à Crèvecœur-le-Grand. Les véhicules sont mis en service sur cette ligne les 1er, 9 et 15 septembre 1933 sous les n°10 à 12,.
Deux d'entre eux furent sabotés par la résistance en avril 1944, et seul le no 11 fut utilisé jusqu'à la fermeture du réseau.

## Caractéristiques
- Nombre : 3 ;
- Numéros : 10-12 ;
- Conduite : unidirectionnelle ;
- Écartement : métrique (1 000 mm) ;
- Essieux : 2 ;
- Moteur : Unic 65 chevaux.